# Dahlakøerne
Dahlakøerne er en øgruppe som ligger i Rødehavet udenfor Massawa ved kysten af Eritrea. Øgruppen består af to store og 124 mindre øer. Den største ø hedder Dakhlak Kebir. Kun fire af øerne er befolket. Øerne har siden romertiden været kendt for perler og perledykning, og der hentes fortsat perler op fra havet der. Ellers holder mange søfuglearter til på øerne, og på de omgivende koralrev. Øerne blev under den 30 år lange krig mellem Eritrea og Etiopien brugt til militære formål, og er siden forblevet relativt isolerede. Dermed er øerne nu et fristed for et maritimt plante- og dyreliv, og er i dag kendt for at være et af de rigeste økosystemer i Rødehavet.
15°39′N 40°5′Ø / 15.650°N 40.083°Ø